# Керстин Прайвус
Керстин Прайвус (на немски: Kerstin Preiwuß) е германска писателка, поетеса, романистка, есеистка и журналистка.

## Биография
Керстин Прайвус израства в Плау ам Зее и Росток. Следва германистика, философия и психология – отначало в Екс ан Прованс, Франция, а после до 2009 г. в Немския литературен институт в Лайпциг. Тук работи като преподавател.
От 2010 г. Прайвус е издателка на литературното списание „Едит“, в което публикува и свои рецензии.
Прайвус публикува поезия, есета и проза във „Франкфуртер Алгемайне Цайтунг“, „Нойе рундшау“ и други печатни и електронни медии. По покана на члена на журито писателката Майке Фесман през 2014 г. взима участие в 38-ото издание на Дни на немскоезичната литература, провеждани в Клагенфурт, Австрия във връзка с връчването на Международната литературна награда „Ингеборг Бахман“.
Керстин Прайвус членува в ПЕН клуба на Германия.
Живее с родителите си в Лайпциг.

## Награди и отличия
- 2008: Hermann-Lenz-Stipendium
- 2009: Aufenthaltsstipendium des Künstlerhauses Lukas in Reykjavík
- 2010: Arbeitsstipendium des Deutschen Literaturfonds
- 2012: „Награда на Мондзе за поезия“
- 2014: eingeladen von Meike Feßmann zu den 38. Tagen der deutschsprachigen Literatur (Bachmannpreis)
- 2017: „Немска награда за книга“ (номинация)
- 2018: „Награда Айхендорф“
- 2018: „Меранска награда за поезия“ (номинация)